# Osmia balearica
Osmia balearica är en biart som beskrevs av Otto Schmiedeknecht 1885. Osmia balearica ingår i släktet murarbin, och familjen buksamlarbin. Inga underarter finns listade i Catalogue of Life.